# Москаленко, Георгий Васильевич
Георгий Васильевич Москаленко (1918—1991) — советский лётчик-истребитель авиации ВМС во время Великой Отечественной войны, Герой Советского Союза (14.06.1942). Подполковник (7.01.1953).

## Биография
Родился 17 февраля 1918 года в селе Пискуновское, ныне Отрадненского района Краснодарского края, в многодетной (6 детей) семье рабочего. Русский. Вскоре умер отец, а через год и мать. Георгию тогда было три года. Воспитывался в Барсуковском детском доме (Кочубеевский район Ставропольского края), по другим данным в Невинномысском детском доме. Окончил 7 классов. После окончания школы работал в этом же детском доме, затем — в городе Пятигорске (Ставропольский край), учился в Пятигорском аэроклубе.
В Военно-Морском Флоте СССР с ноября 1938 года. В декабре 1939 года окончил Военно-морское авиационное училище имени И. В. Сталина в Ейске. Направлен на службу в 8-й истребительный авиационный полк ВВС Черноморского флота, где служил младшим лётчиком, а в июне 1941 года стал командиром звена. Член ВКП(б)/КПСС с 1941 года.
Участник Великой Отечественной войны с июня 1941 года. Воевал командиром звена того же полка, входившего в состав 62-й авиационной бригады ВВС Черноморского флота. Особо отличился при обороне Одессы и обороне Севастополя. Полк в апреле 1942 года получил гвардейское звание и стал именоваться 6-м гвардейским истребительным авиационным полком ВМФ.
Гвардии старший лейтенант Георгий Москаленко к концу мая 1942 года совершил 363 боевых вылета, участвовал в 87 воздушных боях, сбил 2 самолёта. В числе его боевых вылетов — 47 штурмовок наземных целей, в которых уничтожил 29 автомашин, 12 пулемётных гнёзд, 8 миномётных гнёзд, 3 зенитных орудия, сжёг 2 самолёта на аэродромах. 
7 ноября 1941 года по приказу командования участвовал в штурмовке аэродрома немцев под Симферополем. Атака была приурочена к годовщине Великой Октябрьской Социалистической революции. После уничтожения немецких самолётов на аэродроме, были атакованы налетевшими истребителями немцев. Из всех участвовавших Советских лётчиков в Севастополь вернулись только Москаленко и его ведомый. Г.В, Москаленко принял единственное верное , но рискованное решение - лететь не через Запад (море), а через горы. В горах была густая облачность, немцы не рискнули преследовать отчаянного советского аса в облаках. Все остальные советские пилоты на базу не вернулись. За этот эпизод Москаленко и был представлен к высшей награде Советского Союза.
Указом Президиума Верховного Совета СССР «О присвоении звания Героя Советского Союза начальствующему составу Военно-морского флота» от 14 июня 1942 года за «образцовое выполнение боевых заданий командования на фронте борьбы с немецкими захватчиками и проявленные при этом отвагу и геройство» старшему лейтенанту Георгию Васильевичу Москаленко присвоено звание Героя Советского Союза с вручением ордена Ленина и медали «Золотая Звезда» (№ 864).
Продолжая сражаться с врагом в том же полку, в ноябре 1942 года повышен в должности до заместителя командира эскадрильи, а в апреле 1944 года стал командиром эскадрильи. Участвовал в битве за Кавказ, в Керченско-Эльтигенской десантной операции и в защите с воздуха Керченского плацдарма. 
Во время Крымской наступательной операции 8 мая 1944 года одержал свою последнюю воздушную победу, сбив Ме-109, а 11 мая был тяжело ранен в воздушном бою (4 пулевых ранения в область таза и пятое в предплечье). Подобран пехотинцами и несколько дней в своем полку считался погибшим, награждён посмертно орденом. Вернулся в строй только в декабре 1944 года, когда боевые действия на Чёрном море уже завершились. 
За годы войны выполнил 519 боевых вылетов (включая 58 штурмовок наземных войск врага), провёл 124 воздушных боя, сбил 4 самолёта лично и 5 в группе. В итоговом наградном листе указаны 7 побед (без деления на личные и групповые), а кроме того, потопил в группе 2 немецких торпедных катера и ещё один поджёг.
После войны Г. В. Москаленко продолжал службу в авиации Военно-Морского Флота. В феврале 1946 года направлен учиться, а в июле 1947 года окончил Высшие офицерские курсы ВВС ВМФ. Затем много лет служил на Тихом океане: начальник воздушно-стрелковой службы 7-й истребительной авиационной дивизии 5-го ВМФ, с октября 1950 — помощник командира по тактике воздушного боя и воздушной стрельбе 57 иап ВМФ, с марта 1951 — в той же должности в 405-м иап ВМФ, с января 1952 — исполняющий должность старшего инспектора-лётчика и инспектор-лётчик лётной инспекции 509-й истребительной авиадивизии, с июня 1953 — инспектор-лётчик лётной инспекции 106-й истребительной авиадивизии ВВС 5-го ВМФ.
В ноябре 1953 года переведён на Черноморский флот и назначен помощником командира по тактике воздушного боя и воздушной стрельбе (затем должность переименована в помощник командира по огневой и тактической подготовке) 661-гоиап ВМФ. В ноябре 1954 года назначен заместителем командира 6-го истребительного авиаполка ВВС ЧФ. С января 1957 года подполковник Г. В. Москаленко — в запасе по состоянию здоровья. 
Жил в городе Ростов-на-Дону, работал в аэропорту. Находясь на пенсии, вёл военно-патриотическую работу в организациях оборонного общества ДОСААФ.
Имя Георгия Москаленко высечено в граните на доске Героев в Севастополе.
Умер 18 ноября 1991 года, похоронен в Ростове-на-Дону на Аллее Славы Северного кладбища.

## Награды
- Герой Советского Союза (14.06.1942)
- Орден Ленина (14.06.1942)
- Два ордена Красного Знамени (8.12.1941, 22.05.1943)
- Орден Александра Невского (9.08.1945)
- Ордена Отечественной войны 1-й степени (11.03.1985) и 1-й степени (17.05.1944 — посмертно, так как считался в полку погибшим[8]
- Орден Красной Звезды (30.04.1954)
- Медаль «За боевые заслуги» (20.06.1949)
- Медаль «За оборону Севастополя»
- Медаль «За оборону Одессы»
- Медаль «За оборону Кавказа»
- Ряд других медалей СССР

## Память
В городе Севастополе в честь Георгия Москаленко названа улица.